# Ritratto dei tre figli maggiori di Carlo I (Torino)
Il Ritratto dei tre figli maggiori di Carlo I è un dipinto a olio su tela di Antoon van Dyck.
A commissionare il dipinto fu la regina Enrichetta Maria, che desiderava inviarlo a sua sorella, Maria Cristina di Borbone-Francia, moglie del duca di Savoia, a Torino. Il dipinto raffigura i tre figli maggiori di Carlo I, Carlo, principe di Galles, Maria, principessa reale e Giacomo, duca di York. Nel quadro appare anche un cane di razza Spaniel, il preferito dai Reali, in particolare modo da Carlo I. Questi quando vide il ritratto, si adirò con van Dyck, poiché il pittore aveva rappresentato il suo erede Carlo in un dipinto ufficiale, da inviare all'estero, con gli abiti da casa dell'infanzia. Il giovane principe di Galles avrebbe dovuto invece vestire gli abiti ufficiali da adulto, come negli altri dipinti di van Dyck raffiguranti il principe in giovane età. Il dipinto fu comunque inviato a Torino ed è oggi esposto alla Galleria Sabauda.

## Altri dipinti di Carlo II

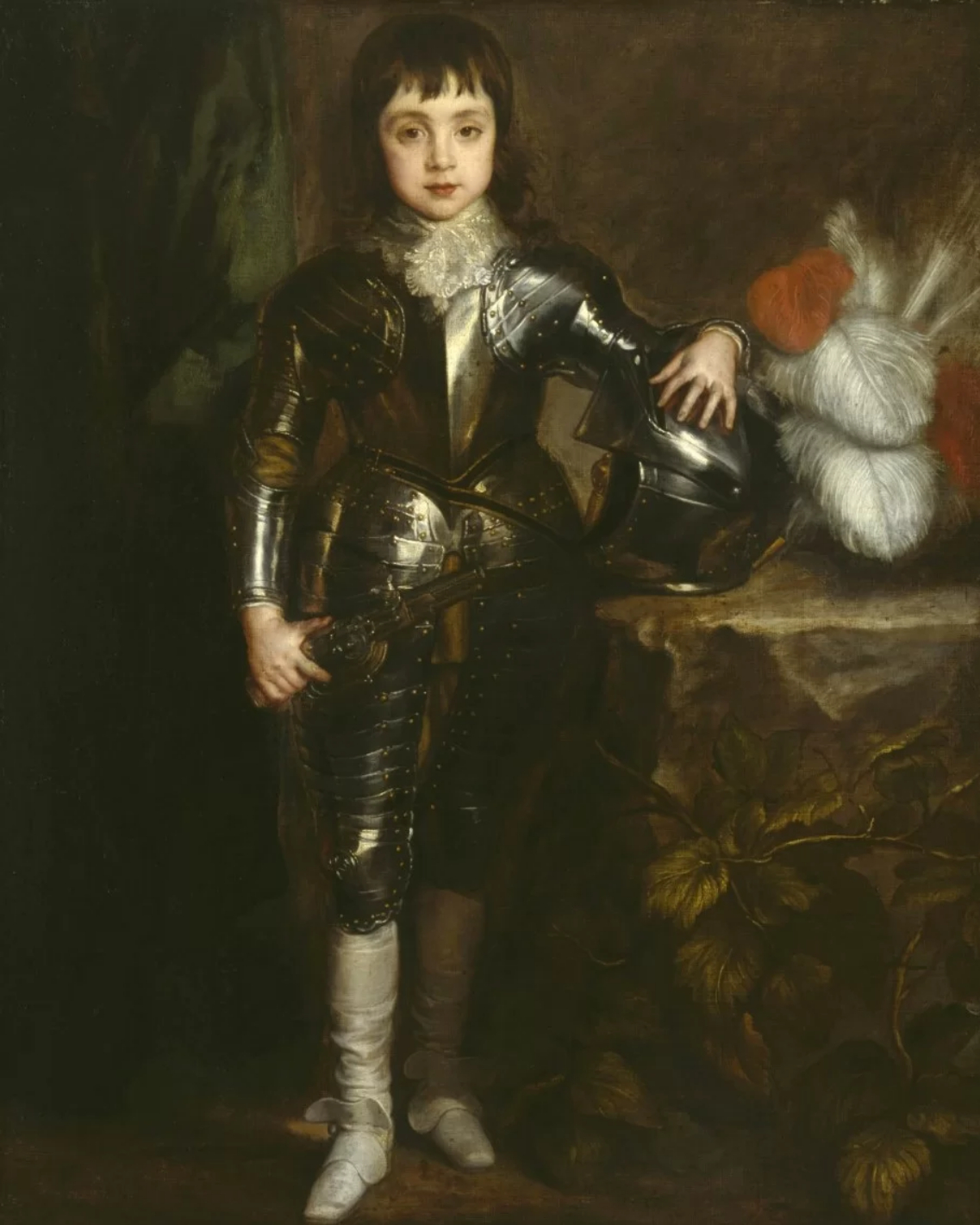
Carlo II giovane in armatura
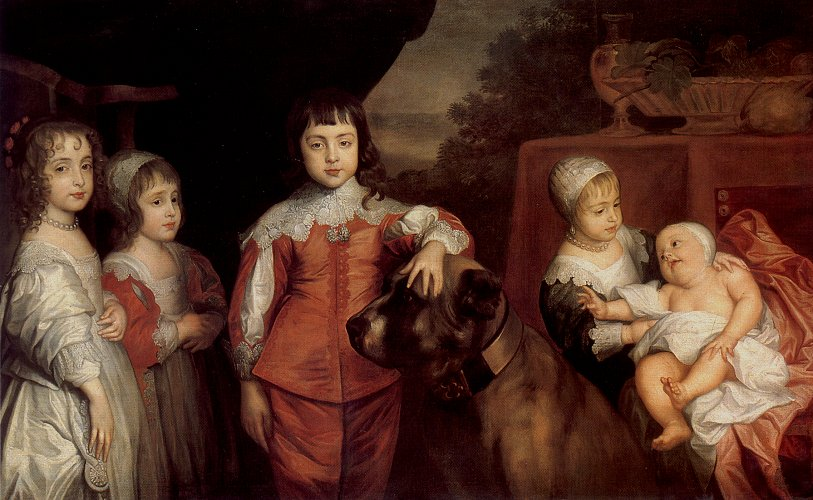
I cinque figli maggiori di Carlo I
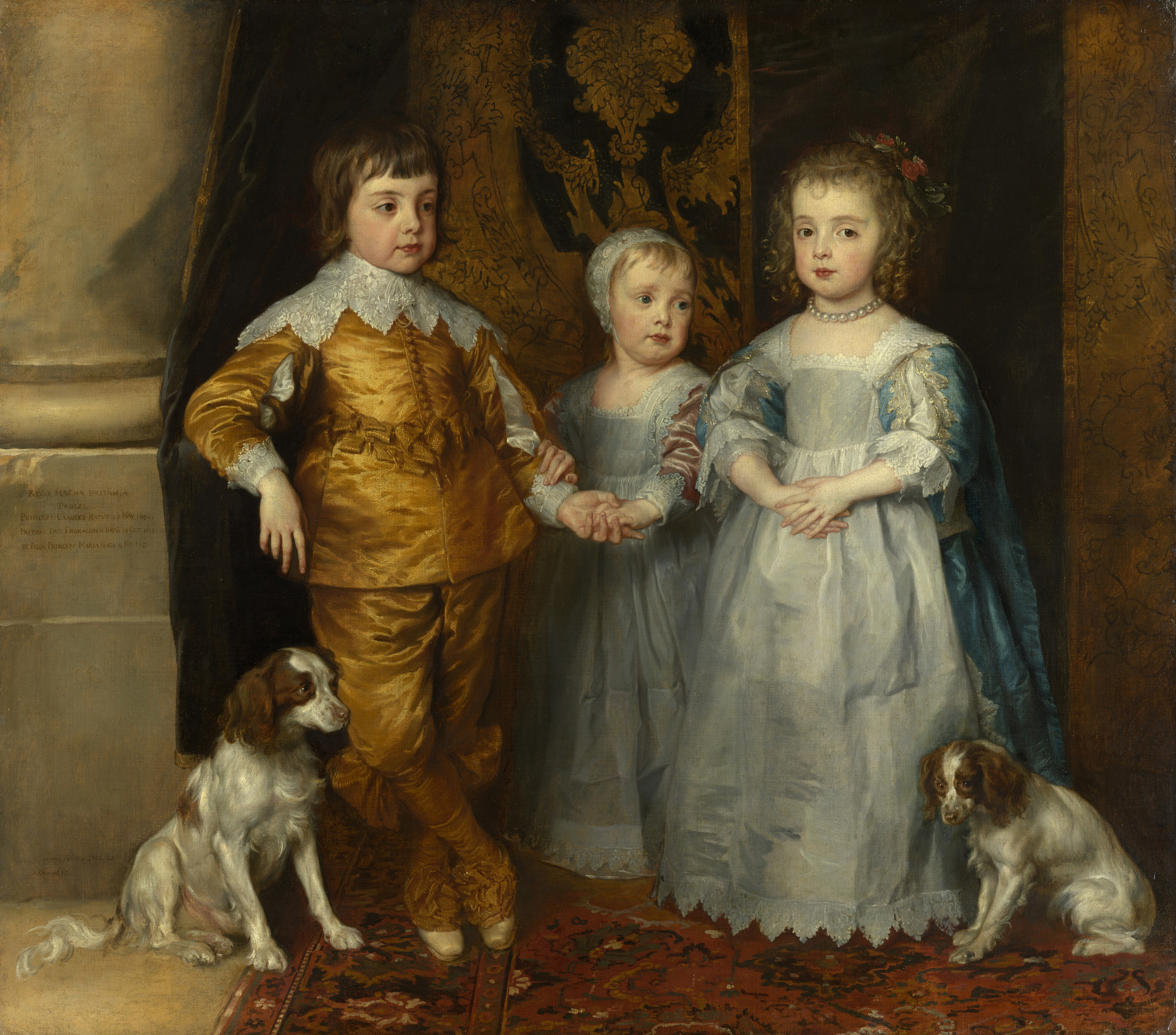
I tre figli maggiori di Carlo I